# Ferdinand Verbiest

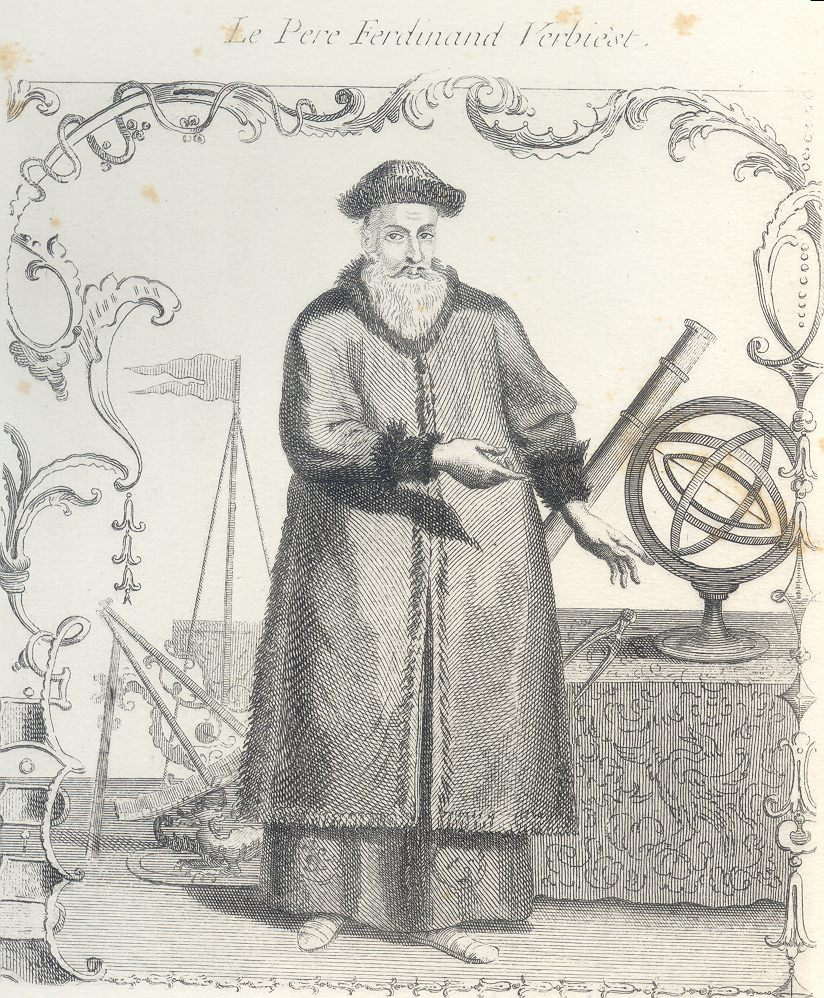
Pater Ferdinand Verbiest, 1736

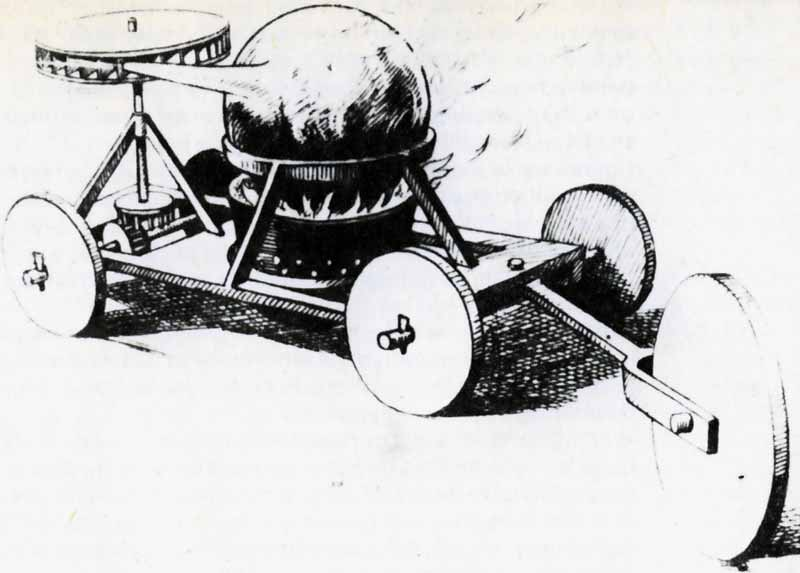
Eine Verbiests Beschreibungen von einer selbstfahrenden Dampfmaschine nachempfundene Abbildung aus dem 18. Jahrhundert.

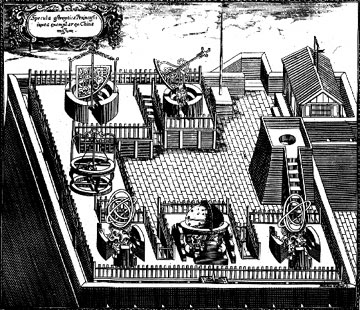
Verbiests Observatorium in Peking

Ferdinand Verbiest (chinesisch 南懷仁 / 南怀仁, Pinyin Nán Huáirén; * 9. Oktober 1623 in Pittem; † 28. Januar 1688 in Peking) war ein flämischer Jesuitenmissionar.

## Leben
Er erreichte 1660 China und wirkte am Hof des Mandschu-Kaisers Kangxi, zu dem er eine freundschaftliche Beziehung entwickelte.

### Tätigkeiten
Er trat am 2. September 1641 in Mecheln in den Orden der Jesuiten ein und wurde bald dazu bestimmt, als Missionar nach China zu gehen. Nach gründlicher Vorbereitung wurde er 1659 eingeschifft. Nach seiner Ankunft in China missionierte er zunächst in der Provinz Shanxi zusammen mit Albert D’Orville (1622–1662) und Jean-Francois Ronusi de Ferraris (1608–1662). Als Adam Schall von Bell 1660 von seinen Fähigkeiten hörte, holte ihn dieser als Gehilfen nach Peking. Aber als der Kaiser Shunzhi 1661 starb und da sein Nachfolger Kangxi noch minderjährig war, übernahmen kaiserliche Berater die Macht. Ihr Widerstand steigerte sich bis zur Christenverfolgung und auch Verbiest wurde ins Gefängnis geworfen. An der Stelle der Jesuiten übernahmen nun chinesische Mandarine das kaiserliche Kalenderamt. Bereits nach kurzer Zeit hatten sie den Kalender so durcheinander gebracht, dass man Verbiest begnadigte und wieder aus dem Gefängnis holte.
Statt seiner wurde nun Yang Guangxian, der Führer der Jesuitengegner zu ewigem Gefängnisse in einer fernen Grenzfestung verurteilt. Verbiest regelte die astronomischen Beobachtungen neu und durfte dem Kaiser selbst Unterricht in der Sternkunde erteilen.
Nach 1669 übernahm er die Leitung des kaiserlichen Kalenderamtes, das zuvor von den deutschen jesuitischen Astronomen Johannes Schreck und Adam Schall von Bell ausgeübt worden war.
Gegen 1670 erfand Verbiest möglicherweise das erste aus eigener Kraft selbstfahrende (= automobile) Fahrzeugmodell der Welt, siehe auch Geschichte des Automobils.
Seit 1681 stand er auch an der Spitze der kaiserlichen Geschützgießerei, aus welcher binnen kurzem 300 Geschütze hervorgingen. Als er 1688 starb, wurde bei den Leichenfeierlichkeiten die denkbar größte Pracht entwickelt.

### Werke
Von seinen Werken ist der „Liber organicus astronomicus Europaeae“ von 1668 besonders bemerkenswert. Es handelte sich um 125 Blätter mit Zeichnungen und geringem chinesischen Text zur Erklärung der Figuren, lateinisch ist nur der Titel.

### Das Observatorium für den chinesischen Kaiser
Im alten Observatorium in Peking erneuerte Verbiest 1673 für den chinesischen Kaiser Kangxi die folgenden alten Instrumente:
- einen Altazimut zur Bestimmung der Höhenwinkel und Horizontalwinkel eines Himmelsobjekts[2]
- einen Himmelsglobus, auf dem man Himmelsobjekte finden und ihre Lage zu einem bestimmten Zeitpunkt ablesen kann[2]
- eine ekliptische Armillarsphäre[2]
- eine äquitoriale Armillarsphäre[2]
- einen Quadranten[2]
- einen Sextanten[2]

## Würdigung
Der Asteroid (2545) Verbiest wurde nach ihm benannt.